# Benoitia upembana
Benoitia upembana là một loài nhện trong họ Agelenidae.
Loài này thuộc chi Benoitia. Benoitia upembana được Carl Friedrich Roewer miêu tả năm 1955.